# Cavell Brownie
Pour les articles homonymes, voir Brownie (homonymie).
Cavell Brownie (née Sherlock) est une statisticienne américaine, professeure émérite de statistique à l'Université d'État de la Caroline du Nord. Ses recherches portent sur les méthodes biométriques et l'échantillonnage de la faune.

## Formation et carrière
Brownie est afro-américaine et est née en Jamaïque. Elle a obtenu son doctorat à l'université Cornell en 1973, développant des modèles mathématiques pour estimer les populations d'oiseaux. Sa thèse, intitulée Stochastic Models Allowing Age-Dependent Survival Rates for Banding Experiments on Exploited Bird Populations, a été supervisée par Douglas S. Robson.
Brownie a été membre du corps professoral de l'université d'État de la Caroline du Nord de 1982 à 2007.

## Recherche
Les recherches de Brownie portaient sur l'échantillonnage de la faune et les méthodes biométriques.
Parmi ses publications figurent :
- Brownie et Hines, « Statistical Inference for Capture-Recapture Experiments », Wildlife Monographs, vol. 107, no 107,‎ 1990, p. 3–97 (JSTOR 3830560)
- Brownie, « Statistical inference from band recovery data: a handbook », Wildlife Monographs,‎ 1985 (lire en ligne)
- Brownie, « Capture-Recapture Studies for Multiple Strata Including Non-Markovian Transitions », Biometrics, vol. 49, no 4,‎ 1985, p. 1173–1187 (DOI 10.2307/2532259, JSTOR 2532259)

## Reconnaissance
Brownie a reçu à deux reprises le prix Snedecor : en 1983 avec Douglas S. Robson pour « Estimation of time--specific survival rates from tag--resighting samples: a generalization of the Jolly--Seber model » (Biometrics, 39, 1983, 437-203) puis en 1990 avec Kenneth H. Pollock, James D. Nichols et J. E. Hines pour « Statistical inference for capture-recapture experiments » (Wildlife Monographs, 107, 1990, The Wildlife Society). Elle a également reçu le prix de la faculté DD Mason de l'université d'État de la Caroline du Nord en 1988.
Elle a été élue Fellow de la Société américaine de statistique en 2003. Le département de statistique de l'université d'État de la Caroline du Nord décerne un prix annuel de la faculté de mentorat Cavell Brownie en son honneur.

## Vie privée
Brownie a épousé Cecil Brownie, vétérinaire à l'Université d'État de la Caroline du Nord, en août 1968. Ensemble, ils ont deux fils.